# Sportverein Eintracht Trier 05 2009-2010
Questa voce raccoglie le informazioni riguardanti lo Sportverein Eintracht Trier 05 nelle competizioni ufficiali della stagione 2009-2010.

## Stagione
Nella stagione 2009-2010 l'Eintracht Trier, allenato da Mario Basler, Reinhold Breu, Co-Thomas Richter e Roland Seitz, concluse il campionato di Regionalliga ovest al 18º posto. In Coppa di Germania l'Eintracht Trier fu eliminato agli ottavi dal Colonia.

## Rosa
| N. |                      | Ruolo | Calciatore                  |
| -- | -------------------- | ----- | --------------------------- |
| 1  | Bulgaria (bandiera)  | P     | Assen Alexov                |
| 2  | Francia (bandiera)   | D     | Kevin Lacroix               |
| 4  | Francia (bandiera)   | D     | Nicolas Fernandes           |
| 5  | Germania (bandiera)  | D     | Josef Çınar                 |
| 6  | Australia (bandiera) | D     | Andy Rakic                  |
| 7  | Germania (bandiera)  | C     | Markus Anfang               |
| 8  | Germania (bandiera)  | C     | Andreas Anicic              |
| 9  | Germania (bandiera)  | A     | Julian Bidon                |
| 10 | Germania (bandiera)  | A     | Sahr Senesie                |
| 11 | Germania (bandiera)  | C     | Gustav Schulz               |
| 12 | Germania (bandiera)  | P     | Uli Schneider               |
| 13 | Germania (bandiera)  | C     | Thomas Kempny               |
| 14 | Germania (bandiera)  | C     | Aydin Ay                    |
| 15 | Germania (bandiera)  | C     | Martin Wagner               |
| 16 | Germania (bandiera)  | C     | Maximilian Bachl-Staudinger |
| 17 | Germania (bandiera)  | A     | Tim Eckstein                |

| N. |                           | Ruolo | Calciatore           |
| -- | ------------------------- | ----- | -------------------- |
| 18 | Germania (bandiera)       | A     | Fabio Fuhs           |
| 18 | Namibia (bandiera)        | A     | Wilko Risser         |
| 19 | Lussemburgo (bandiera)    | C     | Gilles Bettmer       |
| 20 | Germania (bandiera)       | D     | Michael Dingels      |
| 21 | Rep. del Congo (bandiera) | A     | Yannick Salem        |
| 22 | Germania (bandiera)       | C     | Erwin Bradasch       |
| 23 | Stati Uniti (bandiera)    | P     | Kenneth Kronholm     |
| 24 | Germania (bandiera)       | D     | Christopher Reinhard |
| 24 | Germania (bandiera)       | C     | Mokondo Makiadi      |
| 25 | Germania (bandiera)       | A     | Tayfun Pektürk       |
| 27 | Germania (bandiera)       | D     | Johannes Kühne       |
| 30 | Germania (bandiera)       | P     | Sebastian Dahm       |
| 31 | Francia (bandiera)        | A     | Moussa Touré         |
|    | Lussemburgo (bandiera)    | D     | Pit Hess             |
|    | Germania (bandiera)       | A     | Jan Brandscheid      |

## Organigramma societario
Area tecnica
- Allenatore: Roland Seitz
- Allenatore in seconda: Thomas Richter
- Preparatore dei portieri: Sascha Purket
- Preparatori atletici:
- Analisi video:

## Calciomercato

### Sessione estiva
| Acquisti | Acquisti                    | Acquisti            | Acquisti |
| R.       | Nome                        | da                  | Modalità |
| -------- | --------------------------- | ------------------- | -------- |
| P        | Kenneth Kronholm            | Hansa Rostock       |          |
| C        | Andreas Anicic              | Vikt. Aschaffenburg |          |
| C        | Maximilian Bachl-Staudinger | Jahn Ratisbona U19  |          |
| D        | Nicolas Fernandes           | Digione             |          |
| D        | Pit Hess                    | Friburgo U17        |          |
| A        | Yannick Salem               | KSK Beveren         |          |
| C        | Martin Wagner               | Vikt. Aschaffenburg |          |

| Cessioni | Cessioni          | Cessioni            | Cessioni |
| R.       | Nome              | a                   | Modalità |
| -------- | ----------------- | ------------------- | -------- |
| A        | Ahmed Boussi      | Grevenmacher        |          |
| C        | Sebastian Hartung | Grevenmacher        |          |
| P        | Pero Miletic      | Germania Ober-Roden |          |
| A        | Christian Müller  | Grevenmacher        |          |
| D        | Kent O'Connor     | Brabrand            |          |
| A        | Malick Traoré     | Grevenmacher        |          |

### Sessione invernale
| Acquisti | Acquisti       | Acquisti    | Acquisti |
| R.       | Nome           | da          | Modalità |
| -------- | -------------- | ----------- | -------- |
| C        | Gilles Bettmer | Friburgo II |          |

| Cessioni | Cessioni      | Cessioni        | Cessioni |
| R.       | Nome          | a               | Modalità |
| -------- | ------------- | --------------- | -------- |
| A        | Florian Bauer | SVN Zweibrücken |          |

## Risultati

### Regionalliga

#### Girone di andata
| Arbitro: | Petersen |

|                         |           |                      |
| Lacroix 12’ Senesie 83’ | Marcatori | 3’ Schmitz 71’ Erwig |

| Arbitro: | Drees |

|              |           |                              |
| Weißmann 60’ | Marcatori | 45’ (rig.), 49’, 90’ Senesie |

| Arbitro: | Steinberg |

|                            |           |                             |
| Risser 11’, 15’ Schulz 89’ | Marcatori | 50’ Hagedorn 73’ Freiberger |

| Arbitro: | Eibach |

|                     |           |           |
| Ari 28’ Abelski 29’ | Marcatori | 11’ Çınar |

| Arbitro: | Stein |

|                                  |           |                            |
| Risser 17’ Schulz 29’ Anfang 55’ | Marcatori | 5’ Nachtigall 42’ Aydogmus |

| Arbitro: | Perl |

|                                           |           |  |
| Niedrig 7’ Kialka 48’ Cullmann 80’ (rig.) | Marcatori |  |

| Arbitro: | Welz |

|                        |           |          |
| Senesie 10’ Risser 40’ | Marcatori | 59’ Bolm |

| Arbitro: | Stieler |

|  |           |            |
|  | Marcatori | 42’ Risser |

| Arbitro: | Heitmann |

|                                    |           |                        |
| Kaplan 28’ Drexler 56’ Grummel 90’ | Marcatori | 33’ Senesie 55’ Wagner |

| Arbitro: | Aytekin |

|  |           |                                    |
|  | Marcatori | 14’, 25’, 73’ Mölders 37’ Neubauer |

| Arbitro: | Winkmann |

|                                                   |           |  |
| Lorenz 2’ Kara 28’ Özkara 43’ Lauretta 71’ (rig.) | Marcatori |  |

| Arbitro: | Thomsen |

|  |           |             |
|  | Marcatori | 45’ Fischer |

| Arbitro: | Frömel |

|                        |           |                      |
| Dowidat 33’ Lamidi 43’ | Marcatori | 29’ Salem 87’ Wagner |

| Arbitro: | Beitinger |

|                |           |           |
| Salem 70’, 84’ | Marcatori | 23’ Reule |

| Arbitro: | Wenzel |

|             |           |                  |
| Semlits 83’ | Marcatori | 59’, 72’ Pektürk |

| Treviri 27 novembre 2009, ore 19:00 CET 16ª giornata | Eintracht Treviri | 0 – 0 referto | Magonza II | Moselstadion (1 850 spett.)\| Arbitro: \| Siewer \| |
| Arbitro:                                             | Siewer            |               |            |                                                     |

| Arbitro: | Sinn |

|                                 |           |            |
| Saiti 26’ Klinger 47’ Akçam 75’ | Marcatori | 84’ Risser |

#### Girone di ritorno
| Arbitro: | Ehlers |

|                           |           |           |
| Erwig 7’, 65’ Tumanan 87’ | Marcatori | 50’ Salem |

| Arbitro: | Dingert |

|                 |           |                |
| Risser 17’, 79’ | Marcatori | 29’, 37’ Fuchs |

| Arbitro: | Eibach |

|              |           |            |
| Kaminski 85’ | Marcatori | 90’ Anicic |

| Arbitro: | Schlutius |

|  |           |                         |
|  | Marcatori | 6’, 75’ Zent 35’ Königs |

| Arbitro: | Hussein |

|                 |           |  |
| Rietpietsch 66’ | Marcatori |  |

| Arbitro: | Göpferich |

|                         |           |                               |
| Risser 30’ Eckstein 85’ | Marcatori | 52’ (aut.) Dingels 58’ Kialka |

| Arbitro: | Athanassiadis |

|                       |           |  |
| Gollasch 37’ Alan 68’ | Marcatori |  |

| Treviri 20 marzo 2010, ore 14:00 CET 25ª giornata | Eintracht Treviri | 0 – 0 referto | Elversberg | Moselstadion (1 610 spett.)\| Arbitro: \| Stegemann \| |
| Arbitro:                                          | Stegemann         |               |            |                                                        |

| Arbitro: | Foltyn |

|                  |           |                        |
| Schulz 8’ (rig.) | Marcatori | 60’ (rig.), 90’ Kaplan |

| Arbitro: | Robke |

|                |           |  |
| Wunderlich 80’ | Marcatori |  |

| Arbitro: | Jöllenbeck |

|                                   |           |                      |
| Grembowietz 14’ (aut.) Schulz 44’ | Marcatori | 21’ Loose 72’ Pollok |

| Arbitro: | Wijnen |

|             |           |  |
| Fischer 43’ | Marcatori |  |

| Arbitro: | Müller |

|  |           |                 |
|  | Marcatori | 29’, 63’ Bäcker |

| Arbitro: | Beck |

|           |           |  |
| Reule 14’ | Marcatori |  |

| Arbitro: | Schaal |

|  |           |           |
|  | Marcatori | 53’ Aydın |

| Arbitro: | Waschitzki-Günther |

|                         |           |  |
| Grimm 10’ Zimmerman 24’ | Marcatori |  |

| Arbitro: | Reichel |

|  |           |                                           |
|  | Marcatori | 72’ (rig.) Wooten 75’ Klinger 83’ Buchner |

### Coppa di Germania
| Arbitro: | Schmidt |

|                                  |           |               |
| Wagner 61’ Çınar 65’ Senesie 90’ | Marcatori | 40’ Rosenthal |

| Arbitro: | Bandurski |

|                                           |           |                 |
| Senesie 61’, 75’ (rig.), 120’ Risser 110’ | Marcatori | 46’, 49’ Janjić |

| Arbitro: | Fritz |

|  |           |                                       |
|  | Marcatori | 25’ Novakovič 29’ Mohamad 52’ Maniche |

## Statistiche

### Statistiche di squadra
| Competizione       | Punti | In casa | In casa | In casa | In casa | In casa | In casa | In trasferta | In trasferta | In trasferta | In trasferta | In trasferta | In trasferta | Totale | Totale | Totale | Totale | Totale | Totale | DR  |
| Competizione       | Punti | G       | V       | N       | P       | Gf      | Gs      | G            | V            | N            | P            | Gf           | Gs           | G      | V      | N      | P      | Gf     | Gs     | DR  |
| ------------------ | ----- | ------- | ------- | ------- | ------- | ------- | ------- | ------------ | ------------ | ------------ | ------------ | ------------ | ------------ | ------ | ------ | ------ | ------ | ------ | ------ | --- |
| Regionalliga ovest | 29    | 17      | 4       | 6       | 7       | 19      | 30      | 17           | 3            | 2            | 12           | 14           | 31           | 34     | 7      | 8      | 19     | 33     | 61     | -28 |
| Coppa di Germania  | -     | 3       | 2       | 0       | 1       | 7       | 6       | 0            | 0            | 0            | 0            | 0            | 0            | 3      | 2      | 0      | 1      | 7      | 6      | +1  |
| Totale             | 29    | 20      | 6       | 6       | 8       | 26      | 36      | 17           | 3            | 2            | 12           | 14           | 31           | 37     | 9      | 8      | 20     | 40     | 67     | -27 |

### Andamento in campionato
| Giornata  | 1 | 2 | 3 | 4 | 5 | 6 | 7 | 8 | 9 | 10 | 11 | 12 | 13 | 14 | 15 | 16 | 17 | 18 | 19 | 20 | 21 | 22 | 23 | 24 | 25 | 26 | 27 | 28 | 29 | 30 | 31 | 32 | 33 | 34 |
| --------- | - | - | - | - | - | - | - | - | - | -- | -- | -- | -- | -- | -- | -- | -- | -- | -- | -- | -- | -- | -- | -- | -- | -- | -- | -- | -- | -- | -- | -- | -- | -- |
| Luogo     | C | T | C | T | C | T | C | T | T | C  | T  | C  | T  | C  | T  | C  | T  | T  | C  | T  | C  | T  | C  | T  | C  | C  | T  | C  | T  | C  | T  | C  | T  | C  |
| Risultato | N | V | V | P | V | P | V | V | P | P  | P  | P  | N  | V  | V  | N  | P  | P  | N  | N  | P  | P  | N  | P  | N  | P  | P  | N  | P  | P  | P  | P  | P  | P  |
| Posizione | 5 | 4 | 2 | 6 | 4 | 7 | 4 | 2 | 4 | 7  | 8  | 12 | 10 | 7  | 6  | 6  | 7  | 9  | 11 | 11 | 13 | 16 | 16 | 16 | 16 | 17 | 17 | 17 | 17 | 18 | 18 | 18 | 18 | 18 |

Legenda:

Luogo: C = Casa; T = Trasferta. Risultato: V = Vittoria; N = Pareggio; P = Sconfitta.

### Statistiche dei giocatori
| Giocatore           | Regionalliga ovest | Regionalliga ovest | Regionalliga ovest | Regionalliga ovest | Coppa di Germania | Coppa di Germania | Coppa di Germania | Coppa di Germania | Totale   | Totale | Totale      | Totale     |
| Giocatore           | Presenze           | Reti               | Ammonizioni        | Espulsioni         | Presenze          | Reti              | Ammonizioni       | Espulsioni        | Presenze | Reti   | Ammonizioni | Espulsioni |
| ------------------- | ------------------ | ------------------ | ------------------ | ------------------ | ----------------- | ----------------- | ----------------- | ----------------- | -------- | ------ | ----------- | ---------- |
| A. Alexov           | 4                  | 0                  | 0                  | 0                  | 0                 | 0                 | 0                 | 0                 | 4        | 0      | 0           | 0          |
| M. Anfang           | 14                 | 1                  | 3                  | 0                  | 3                 | 0                 | 0                 | 0                 | 17       | 1      | 3           | 0          |
| A. Anicic           | 27                 | 1                  | 0                  | 0                  | 2                 | 0                 | 1                 | 0                 | 29       | 1      | 1           | 0          |
| A. Ay               | 9                  | 0                  | 3                  | 0                  | 2                 | 0                 | 0                 | 0                 | 11       | 0      | 3           | 0          |
| M. Bachl-Staudinger | 21                 | 0                  | 5                  | 1                  | 0                 | 0                 | 0                 | 0                 | 21       | 0      | 5           | 1          |
| F. Bauer            | 9                  | 0                  | 1                  | 0                  | 2                 | 0                 | 0                 | 0                 | 11       | 0      | 1           | 0          |
| G. Bettmer          | 15                 | 0                  | 1                  | 0                  | 0                 | 0                 | 0                 | 0                 | 15       | 0      | 1           | 0          |
| J. Bidon            | 1                  | 0                  | 0                  | 0                  | 0                 | 0                 | 0                 | 0                 | 1        | 0      | 0           | 0          |
| E. Bradasch         | 6                  | 0                  | 1                  | 0                  | 0                 | 0                 | 0                 | 0                 | 6        | 0      | 1           | 0          |
| J. Brandscheid      | 1                  | 0                  | 0                  | 0                  | 0                 | 0                 | 0                 | 0                 | 1        | 0      | 0           | 0          |
| S. Dahm             | 0                  | 0                  | 0                  | 0                  | 0                 | 0                 | 0                 | 0                 | 0        | 0      | 0           | 0          |
| M. Dingels          | 26                 | 0                  | 9                  | 1                  | 2                 | 0                 | 1                 | 0                 | 28       | 0      | 10          | 1          |
| T. Eckstein         | 23                 | 1                  | 4                  | 0                  | 1                 | 0                 | 0                 | 0                 | 24       | 1      | 4           | 0          |
| N. Fernandes        | 15                 | 0                  | 8                  | 1                  | 1                 | 0                 | 1                 | 0                 | 16       | 0      | 9           | 1          |
| F. Fuhs             | 10                 | 0                  | 2                  | 0                  | 0                 | 0                 | 0                 | 0                 | 10       | 0      | 2           | 0          |
| P. Hess             | 1                  | 0                  | 0                  | 0                  | 0                 | 0                 | 0                 | 0                 | 1        | 0      | 0           | 0          |
| T. Kempny           | 22                 | 0                  | 3                  | 0                  | 2                 | 0                 | 0                 | 0                 | 24       | 0      | 3           | 0          |
| K. Kronholm         | 22                 | 0                  | 2                  | 1                  | 3                 | 0                 | 0                 | 0                 | 25       | 0      | 2           | 1          |
| J. Kühne            | 8                  | 0                  | 2                  | 0                  | 0                 | 0                 | 0                 | 0                 | 8        | 0      | 2           | 0          |
| K. Lacroix          | 22                 | 1                  | 4                  | 1                  | 3                 | 0                 | 0                 | 0                 | 25       | 1      | 4           | 1          |
| M. Makiadi          | 4                  | 0                  | 0                  | 0                  | 0                 | 0                 | 0                 | 0                 | 4        | 0      | 0           | 0          |
| T. Pektürk          | 10                 | 2                  | 2                  | 1                  | 2                 | 0                 | 0                 | 0                 | 12       | 2      | 2           | 1          |
| A. Rakic            | 21                 | 0                  | 5                  | 1                  | 2                 | 0                 | 1                 | 0                 | 23       | 0      | 6           | 1          |
| C. Reinhard         | 9                  | 0                  | 3                  | 0                  | 2                 | 0                 | 0                 | 0                 | 11       | 0      | 3           | 0          |
| W. Risser           | 30                 | 9                  | 0                  | 0                  | 3                 | 1                 | 1                 | 0                 | 33       | 10     | 1           | 0          |
| Y. Salem            | 15                 | 4                  | 1                  | 1                  | 0                 | 0                 | 0                 | 0                 | 15       | 4      | 1           | 1          |
| U. Schneider        | 9                  | 0                  | 0                  | 0                  | 0                 | 0                 | 0                 | 0                 | 9        | 0      | 0           | 0          |
| G. Schulz           | 27                 | 4                  | 6                  | 0                  | 3                 | 0                 | 1                 | 0                 | 30       | 4      | 7           | 0          |
| S. Senesie          | 27                 | 6                  | 4                  | 0                  | 3                 | 4                 | 1                 | 0                 | 30       | 10     | 5           | 0          |
| M. Touré            | 1                  | 0                  | 1                  | 0                  | 0                 | 0                 | 0                 | 0                 | 1        | 0      | 1           | 0          |
| M. Wagner           | 33                 | 2                  | 4                  | 0                  | 3                 | 1                 | 0                 | 0                 | 36       | 3      | 4           | 0          |
| J. Çınar            | 32                 | 1                  | 8                  | 1                  | 3                 | 1                 | 0                 | 0                 | 35       | 2      | 8           | 1          |